# Peter Tallberg

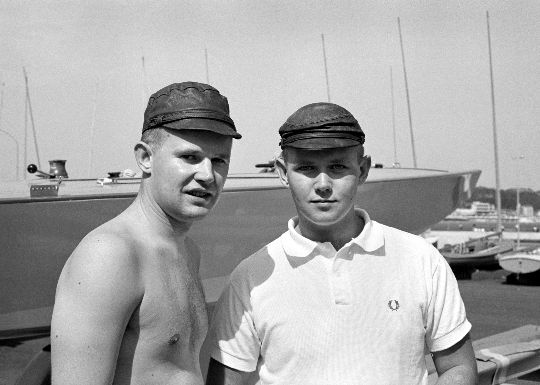
Peter (till vänster) och brodern Henrik Tallberg (1964).

Peter Julius Tallberg, född 15 juli 1937 i Helsingfors, död där 16 maj 2015, var en finländsk företags- och idrottsledare. Han var sonsons son till Julius Tallberg och kusin till Georg Tallberg. 
Tallberg, som blev ekonomie magister 1966, var i unga år framgångsrikt aktiv i många idrottsgrenar, av vilka kan nämnas tennis (B-klass), slalom (EM-juniorbrons 1955), bordtennis (seger i UPI-turneringen 1966), squash (4:e i FM 1972 och 1973, brons 1976). Segelsporten, där han representerade Nyländska Jaktklubben, blev tidigt hans huvudgren. På olympisk nivå deltog han som aktiv i fem olympiska spel, 1960 i Rom (15:e i 5,5 m), 1964 i Tokyo (4:e i starbåt med Squid III), 1968 i Mexiko (11:e i starbåt), 1972 i München (12:e i soling) och 1980 i Moskva (11:e i starbåt och samtidigt fanbärare för den finländska truppen), reserv och lagledare 1976 i Montréal. I VM tog han silver i 5,5 m 1987, var 4:e i finnjolle 1967, 6:e i starbåt 1967 och 1977; EM-guld i starbåt 1967, silver 1966, 6:e 1963. På hemmaplan vann han finländska mästerskap i starbåt 1964, finnjolle 1969, soling 1970 och 1972, H-båt 1974, silver i finnjolle 1967 och 1968.
Tallberg var sedan 1976 medlem av Internationella olympiska kommittén (IOK), där han bland annat var ordförande för idrottsmännens utskott, Athletes commission 1981–2000. Dessutom var han medlem i många olika IOK-kommittéer, av vilka kan nämnas bedömningsutskottet. Han var 1978–1986 vice ordförande och 1986–1994 ordförande för Internationella seglarförbundet; ordförande för Skandinaviska seglarförbundet och Finlands seglarförbund 1976–1982. Han var 1994–1999 den förste verksamhetsledaren för Finlands Idrott. Privat var han 1976–1986 verkställande direktör för familjeföretaget Oy Julius Tallberg Ab och innehade ett eget företag i järnhandelsbranschen, Toolmasters Oy.
År 2020 rankades Tallberg som nummer 48 på Svenska Yle:s lista över Svenskfinlands 50 största idrottshjältar genom tiderna.

## Utmärkelser
- Finlands idrottskulturs stora förtjänstkors,  1997[2]
- Olympiska orden,  2015[3]
- Isabella den katolskas orden[4]
- Finlands idrottskulturs förtjänstkors i guld[4]
- Riddartecknet av I klass av Finlands Vita Ros’ orden[4]

[Redigera Wikidata]